# 新・剣と魔法と学園モノ。刻の学園
『新・剣と魔法と学園モノ。刻の学園』（しん・けんとまほうとがくえんモノ。ときのがくえん）は、アクワイアより2012年7月19日に発売されたPlayStation Portable用ソフトである。
『剣と魔法と学園モノ。Final 〜新入生はお姫様!〜』で一旦の区切りが付けられた『剣と魔法と学園モノ。』シリーズの「新たなる第1作」的位置づけとなる作品。内容も『Final』までの3Dダンジョン探索型RPGからフィールド移動型RPGへと変貌している。

## キャラクター

### 転入生
転入生の専攻学科は加入時の学科を記載。いつでも変更可能。
モーリア
声 - 佐藤聡美
ディアボロス　男性　格闘家
食い気が多く退屈を嫌う、やんちゃ盛りな転入生。人当たりがよく、友人が多いが、その性格ゆえか、生徒会に入ると言った際には周りに驚かれた。
ロジェ
声 - 大亀あすか
セレスティア　女性　妹
人付き合いが苦手で物静か。人との距離を測りかねているためで親しくなれば明るくなる。
キュービット
声 - 野水伊織
ヒューマン　男性　黒魔術師
物静かで穏やか。洞察力があり、ノリはよい。 個人的な理由で学園に転入したため、謎めいた単独行動も多い。

### NPC

#### 教師
オーギュスト
声 - 平井啓二
バハムーン　男性　竜騎士
花を愛し、女生徒からも人気が高く教師からの信頼も厚い校長。落ち着いた性格で、教師のみならず生徒をたしなめる事も多い。
ロイ
声 - 中村悠一
ヒューマン　男性　戦士
生徒会の顧問を務める教師。知性のある人物で、肉体派のコゴロウとは何かと言い合いをしている。
コゴロウ
声 - 吉野裕行
ディアボロス　男性　格闘家
肉体派のベテラン体育教師。知性派のロイとは言い争いが多いが、仲は良い。
ベック
声 - 根本幸多
エルフ　男性　盗賊
生存術に長けた人物。長寿のため相当なベテランであり、軽い性格だが、非常に生徒想いである。
コーデリア
声 - 前田沙耶香
バハムーン　女性　ナース
何かと実験をしている女性教師。学園一のトラブルメーカーでもあり、材料収集や実験台として生徒をこき使っている。
アヤメ
声 - 佐々木智代
セレスティア　女性　魔法少女
絵本で見た魔法少女に憧れ、そのまま大きくなってしまった、子供っぽい教師。実力は折り紙つきで、使命感もある。
マーロウ
声 - 陰山真寿美
フェアリー　女性　賢者
声楽系の教師。歌うエネルギーを貯蔵するためにいつも何かを食べており、フェアリーでありながらかなりの体躯である。

#### 生徒
マーブル
声 - 笠原香織
ノーム　女性　普通科
「普通」である事を悩む女生徒で、将来の展望もまだ決まっていない。「普通」と言われると感情を露に出す以外、あまり目立ったところがない。
モラン
声 - 渡辺未来
ドワーフ　女性　妹
世界の真理を探求する優等生。知識が豊富だが、話が長くなる事がしばしばある。
ネロ
声 - 橋詰知久
ディアボロス　男性　格闘家
肉体美を求め、日々鍛錬を欠かさないナルシスト。肉体派に違わず義理人情に厚い。実は心霊の話が苦手。
アブナー
声 - 喜多村英梨
ノーム　女性　ヒーロー
物語で見た騎士に憧れ、冒険者を目指す生徒。堅物ではあるが、頼りがいのあるリーダー的存在。ジェインとはなにかとウマが合わないが、互いに実力を認め合う仲でもある。
ファラーズ
声 - 照井春佳
フェルパー　女性　メイド
購買部所属の生徒。露出の多い服を着ているため、ファンクラブができていると言う。明るく天然気味な性格も、ファンができる要因となっている。
アン
声 - 髙橋涼子
クラッズ　女性　白魔術師
学園のアイドル的存在。ふわふわした性格で、アイドル冒険者になるべく自分磨きに勤しんでいる。
ジェイン
声 - 阿澄佳奈
エルフ　女性　精霊使い
気高い一族の出身であり、プライドが高い生徒。ツンデレ気味であり、特にアブナーとは犬猿の仲である。
マーチン
声 - 後藤沙緒里
ドワーフ　男性　委員長
図書館で目安箱の管理をしている生徒。推理小説が大好きで、稀に推理を当てる事で自信を持ってしまっている。
パーカー
声 - 津田美波
クラッズ　男性　黒魔術師
自覚もある「可愛い男の子」であるが、女子と間違えると機嫌が悪くなる。感覚が似ているアンと切磋琢磨をしているが、アンとは違い周りをイラつかせる事がある。
ドロワ
声 - 有島モユ
ヒューマン　女性　戦士
やんちゃ盛りな性格で、不用意に武器を振り回す危なっかしい女子。「とりあえず壊してみようかな」が口癖の破壊魔。
ロレッタ
声 - 佐々木愛
フェルパー　女性　普通科
極端に無口な女性だが、鉱石に明るく、石の話となると非常に饒舌になる。冒険者になる理由も、たくさんの石と出会いたいからである。アクセサリー作りも得意としている。
リットン
声 - 前田綾香
セレスティ　女性　姉
「面倒くさい」が口癖の女生徒。自分に無頓着で、寮の部屋は汚いともっぱらの噂。だが学科に違わず面倒見がよく、そんな役回りをさせられる事が多々ある。
ドルリィ
声 - 佐藤朱
フェアリー　男性　ヤンデレ
良識的な感覚の持ち主だが、毒舌家で、多くの生徒から恐れられている。

## ラジオ
A&G 超RADIO SHOW〜アニスパ!〜内で2012年5月5日～2012年8月4日に佐藤聡美、大亀あすか、野水伊織をパーソナリティーとしてととモノ。ラジオを放送、期間限定で公式サイトでの配信も行われた。